# Ivan Sergejevič Turgenjev
Ivan Sergejevič Turgenjev [ivan sergejevič turgenjev] (rusko Ива́н Серге́евич Турге́нев), ruski pisatelj, romanopisec in dramatik, * 9. november (28. oktober, ruski koledar) 1818, Orjol, Orjolska gubernija, Rusija, † 3. september (22. avgust) 1883, Bougival, Pariz, Francija.
Turgenjev se je rodil v plemiški družini, kjer je imel priliko spoznati tlačansko življenje. Njegova otroška leta so bila težka. Študiral je v Moskvi, Peterburgu in Berlinu.
Nekaj časa je bil v državni službi, nato se je posvetil samo književnemu delu. V Rusiji je bil žrtev preganjanja oblasti. Mnogokrat so ga napadli zaradi njegove objektivnosti, zato ker je opisal resnico, kot jo je sam čutil. Leta 1847 je odšel v tujino, se vrnil domov in čez nekaj časa šel živet v Nemčijo in v Pariz, kjer je zadnja leta preživljal v književnem krogu s Flaubertom, bratoma Goncourt in Zolajem.
Turgenjev je najprej pisal pesmi, nato novele, romane, dramo in pesmi v prozi. V novelah je opisoval življenje tlačanov. Ustvaril je ruski objektivni realizem, vendar s socialno in moralno kritiko. Njegov slog je preprost in skop, značilna je liričnost (prizor ko Bazarov umira) in globok pogled v človeško duševnost. V Očetih in sinovih je slikal novo generacijo tako imenovanih nihilistov, ki so nasprotovali miselnosti starejših plemiških generacij in jim postavljali naproti vero v znanost.

## Dela
- zbirka novel Lovčevi zapiski
- roman Rudin
- Plemiško gnezdo
- Očetje in sinovi
- novela Prva ljubezen
- Dim
- Pomladne vode